# Telchius
Telchius là một chi nhện trong họ Oonopidae.